# Jean-Pierre Barou
Pour les articles homonymes, voir Barou.
Jean-Pierre Barou, né en 1940, est un écrivain et éditeur français.
Un des membres fondateurs du journal Libération, il est le fondateur, avec sa compagne Sylvie Crossman des éditions Indigène.

## Biographie
Jean-Pierre Barou est le fils d'un ouvrier et d'une couturière.
Ingénieur des arts et métiers, il participe aux événements de mai 68 comme militant pro-Mao. Devenu rédacteur à La Cause du peuple, il rencontre Jean-Paul Sartre et Simone de Beauvoir et participe à la création du journal Libération.
Engagé par les éditions du Seuil, il y rencontre Sylvie Crossman. Le couple s'installe en Australie avec leur fils Benjamin, âgé de 3 ans, en 1985. De retour en Europe, ils vivent ensuite en Suisse, avec leur fils et leur fille Cléa, puis à Montpellier, où, ils organisent en 1989 au musée Fabre la première exposition des cent plus grandes peintures de l'art aborigène.
En septembre 1996, le couple fonde la maison d'édition, Indigène. Ils publient en 2005 Enquête sur les savoirs indigènes chez Gallimard et Tibet, une autre modernité en 2012 au Seuil. Le titre Indignez-vous ! de Stéphane Hessel qu'ils publient, obtient un important succès,,.

## Œuvres
- 1970 : De la liberté de la presse à la presse de la liberté, Bruxelles, La Taupe.
- 1975 : Gilda je t'aime, A bas le travail, Gallimard.
- 1984 : The Eye of Power (en collaboration avec Michel Foucault et Michelle Perrot) in The Panopticon of Jeremy Bentham, Seuil[6],[7]
- 1996 : L'Œil pense, Essai sur les arts primitifs contemporains, Payot, Petite Bibliothèque Payot.
- 2005 : Matisse ou le miracle de Collioure (préface de Michel Déon), Payot, Petit Bibliothèque Payot.
- 2006 : Sartre, Le temps des révoltes, Stock.
- 2012 : Le Courage de la non-violence, Indigène.
- 2015 : La Guerre d'Espagne ne fait que commencer, Seuil.
- 2023 : Hamlet, au nom de la résistance, coll. Écritures de spectacle, éd. Deuxième époque, Montpellier.